# 크세니아 추미체바
크세니아 추미체바(러시아어: Ксения Чумичева 크세니야 추미체바[*], 영어: Xenia Tchoumitcheva, 1987년 8월 5일 ~ )는 스위스, 러시아의 모델이다. 짧게 크세니아 추미(Xenia Tchoumi)로도 불린다.